# Maison à l'Étal
La maison à l'Étal est un édifice situé à Alençon, en France. Elle date du XVe siècle et est inscrite au titre des Monuments historiques.

## Localisation
Le monument est situé dans le département français de l'Orne, à Alençon, au 10 de la rue Porte-de-la-Barre, à 50 m au nord-ouest de l'église Saint-Léonard.

## Architecture
La maison est inscrite au titre des Monuments historiques depuis le 22 octobre 1926.

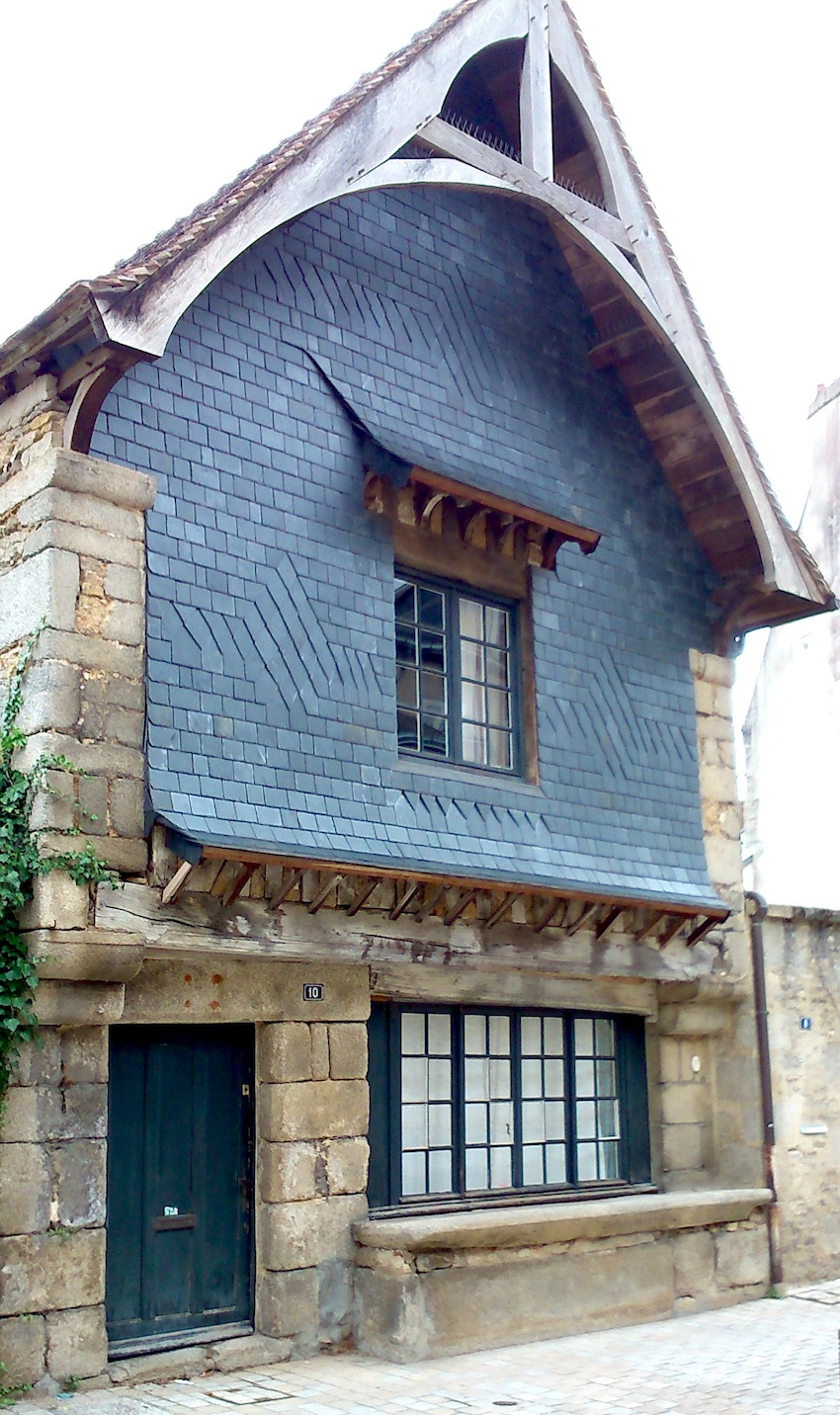
La façade sud.
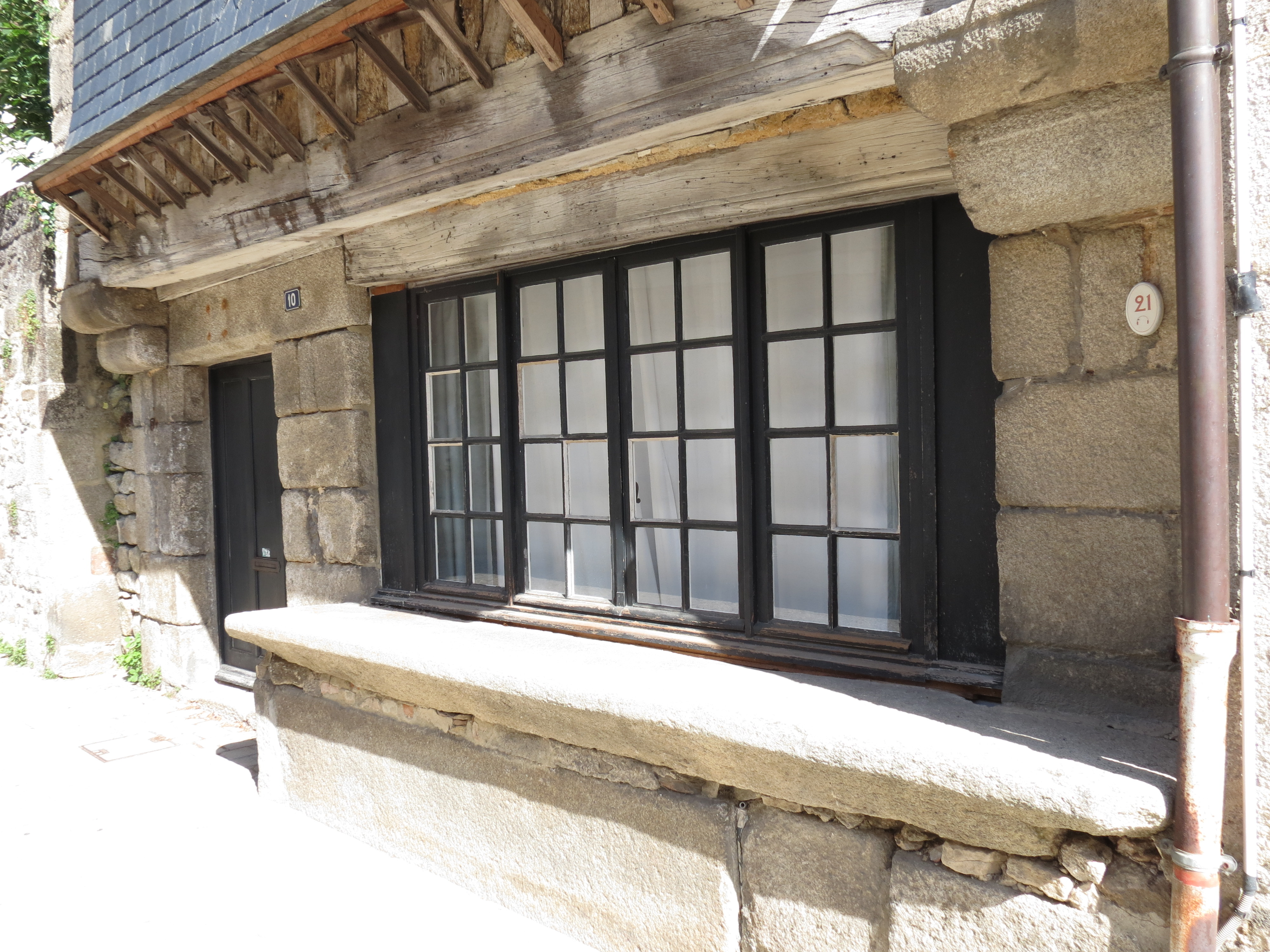
L'étal en granite.